# Bataille de Latroun (1967)
Pour les articles homonymes, voir Bataille de Latroun.
La bataille de Latroun de 1967 fait référence à la prise de la position de Latroun par Tsahal lors de la guerre des Six Jours. Alors que le saillant avait résisté à six assauts au cours de la guerre israélo-arabe de 1948, la position tomba en une heure le 7 juin 1967.

## Contexte
Après un mois de crise et de très forte tension, Israël lance le 5 juin 1967 une offensive militaire contre l'Égypte : la guerre des Six Jours est déclarée.
Conscient de ne pouvoir combattre sur tous les fronts, les Israéliens ont demandé à la Jordanie de rester neutre dans le conflit. À l'époque, elle contrôle la Cisjordanie où elle a déployé une dizaine de brigades dont deux blindées, 255 chars et 144 pièces d'artillerie. Les Israéliens de leur côté n'ont déployé que 3 brigades et demi d'infanterie territoriale, 128 chars de vieille génération et 177 canons à cette frontière.
Dès l'annonce de l'attaque israélienne contre l'Égypte, les Jordaniens engagent les hostilités contre Israël et ce malgré les avertissements israéliens leur demandant de « cesser le feu ou d'en subir les conséquences ».
Sur le front égyptien, le succès israélien est total. En quelques heures, les trois quarts de l'armée de l'air égyptienne a été anéantie au sol et 3 divisions israéliennes pénètrent dans la Sinaï en réduisant toute opposition à néant.
Le cabinet israélien étudie l'opportunité de conquérir la Cisjordanie et de « libérer » Jérusalem-Est.

## Bataille de Latroun et campagne de Cisjordanie

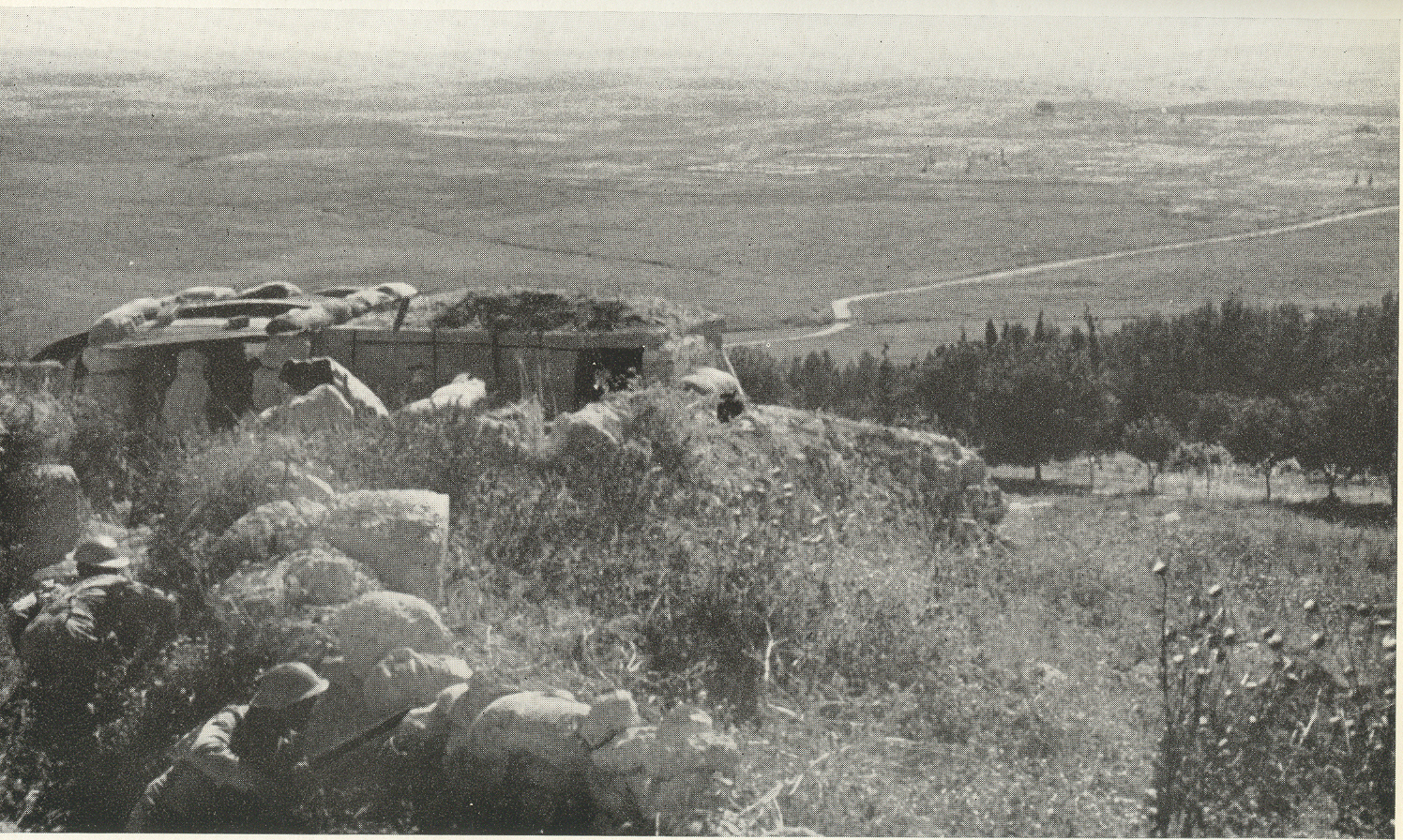
La position de Latroun domine la vallée d'Ayalon sur son côté ouest.

La place de Latroun est stratégique. Elle forme un saillant fortifié qui, de par sa position en hauteur, domine les vallées alentour à la frontière entre Israël et la Jordanie.
Durant la guerre de 1948, Latroun avait fait l'objet de 6 assauts infructueux menés par les Israéliens avec pour objectif de contrôler la route de Jérusalem pour assurer la prise de la ville voire de la Cisjordanie.
Paradoxalement, en 1967, les Jordaniens n'y ont déployé qu'une brigade et dans le cadre des accords de défense mutuels, les Égyptiens une centaine de combattants d'élite,,.
La première opération terrestre israélienne de la guerre menée contre la Jordanie est lancée le 6 juin à midi. Elle engage trois brigades. À mi-chemin entre Latroun et Jérusalem, la 10e brigade blindée coupe la route Jérusalem-Ramallah tandis que l'autre brigade attaque Latroun qui tombe rapidement. Les deux brigades se rejoignent ensuite et prennent Ramallah en début de soirée. En parallèle, la 55e brigade parachutiste pénètre dans le Nord-Est de Jérusalem où se livrent par contre « les plus âpres et les plus sanglants [combats] de la guerre ». 
Les Israéliens engagent une division entière sur le secteur. Latroun qui avait tenu toute la guerre de 1948 et où le commandant de l'époque, John Bagot Glubb avait massé près d'un tiers de toutes ses troupes, tombe en moins d'une heure. Selon le Colonel Ze'ev Bloch, commandant israélien de la zone, les combats font 80 victimes parmi les Égyptiens qui seront enterrés dans différentes fosses communes.
Les jours suivants, les Israéliens déploient de nouvelles forces et passent à l'offensive au Nord et à l'Ouest de la Cisjordanie et à Jérusalem. Les forces jordaniennes fuient dans la débandade et le 9 juin, Tsahal fait sauter les ponts Abdallah et Hussein sur le Jourdain.

## Sort des civils de Latroun

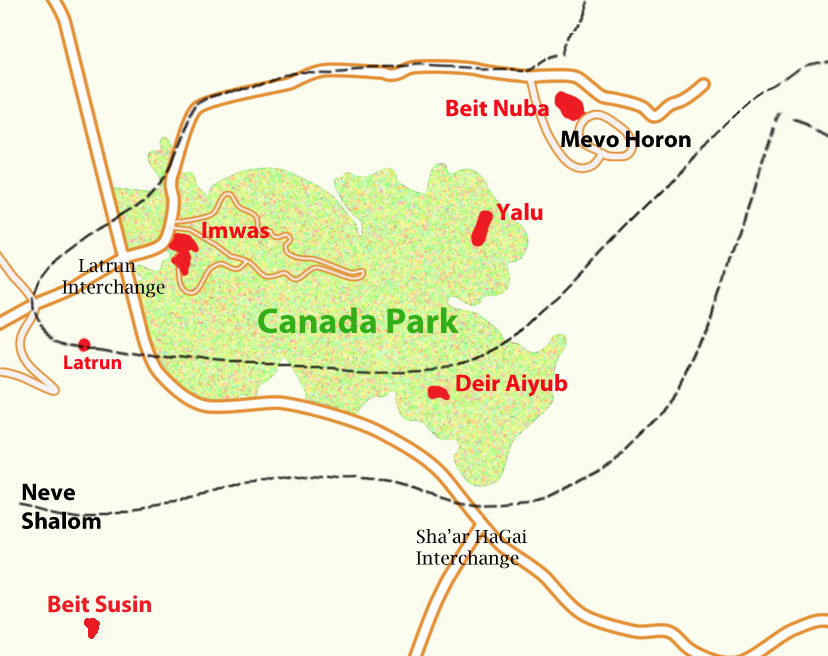
Implantation du parc Canada dans la zone de Latroun

Immédiatement après la guerre, sur les ordres de Yitzhak Rabin, les villages palestiniens des alentours : Imwas, Yalou et Bayt Nouba furent rasés et leurs 1 500 habitants expulsés,. Israël annexa également la zone pour des raisons de sécurité.
Comme l'ensemble des réfugiés de 1967 qui quittèrent la Cisjordanie, les anciens habitants se voient interdire tout droit au retour. Ils sont considérés par les autorités israéliennes comme citoyens jordaniens sans droit de résidence à l'ouest du Jourdain, qui est devenu la frontière internationale de la Jordanie.
En 1973, un parc naturel fut établi dans la zone grâce à 15 millions de dollars rassemblés auprès de la communauté juive canadienne.